# Cryptocephalus populi
Cryptocephalus populi  (лат.) — вид листоедов (Chrysomelidae) из подсемейства скрытоглавов (Cryptocephalinae). Встречается в Европе — от Франции до Болгарии, а также на Кавказе и Казахстане.